# Евангелическо-лютеранская церковь в Грузии и на Южном Кавказе
Евангели́ческо-лютера́нская це́рковь в Гру́зии и на Ю́жном Кавка́зе (ЕЛЦГ) (груз. საქართველოსა და სამხრეთ კავკასიის ევანგელიურ-ლუთერული ეკლესია) — объединение лютеранских общин Грузии, Азербайджана и Армении с центром в Тбилиси.

## История
Истоки лютеранской церкви в Грузии и Азербайджане восходят к переселению швабов в начале XIX века. Уже в XX веке насчитывалось более 20 немецких поселений, в которых проживало около 40 000 христиан лютеранского вероисповедания, но во время Второй мировой войны бо́льшая их часть была депортирована в Казахстан, а церкви были уничтожены.
После распада СССР у лиц немецкого происхождения, выживших после репрессий, возникло желание возродить церковную жизнь, собрания верующих в то время проходили в разных местах, в том числе в школах и в залах кинотеатров. У общины был налажен контакт с пастором Гертом Хуммелем, который курировал партнёрские взаимоотношения между Саарским университетом и Тбилисским госуниверситетом. Активное участие Хуммеля дало начало официальному возрождению Евангелическо-лютеранской церкви, началось строительство церкви «Примирение» в Тбилиси на территории бывшего немецкого кладбища. В 1995 году состоялась церемония закладки камня, а в 1997 году прошло освящение церкви. При открытии присутствовал Эдуард Шеварнадзе.
В 2009 году в ЕЛЦГ состоялся первый случай рукоположения женщины в священнический сан.

## Общины
Помимо самой крупной общины ЕЛЦГ, находящейся в Тбилиси, есть общины в следующих городах:
- Рустави;
- Болниси;
- Гардабани;
- Боржоми;
- Асурети (после реставрации местной церкви в 2020 году её посетил премьер-министр Грузии Георгий Гахария[8]);
- Баку (Азербайджан);
- Сухум (Республика Абхазия) / Сухуми (Абхазская Автономная Республика);
- Ереван (Армения).

## Союзничество
Церковь входит в Союз Евангелическо-лютеранских церквей, Сообщество евангелических Церквей в Европе и во Всемирную лютеранскую федерацию. Большим партнёром ЕЛЦГ является Земельная церковь в Вюртемберге (входит в Евангелическую церковь Германии). В 2001 году в Санкт-Ингберте был создан фонд ЕЛЦГ.